# Кластичні мінерали
Мінерали кластичні (рос. минералы кластические, англ. clastic minerals, нім. klastische Minerale n pl — те саме, що мінерали уламкові. Це уламки різних мінералів, які входять до складу осадових гірських порід.

## Синонім
МІНЕРАЛИ КЛАСТОГЕННІ (рос. минералы кластогенные, англ. clastogene minerals, нім. klastogene Minerale n pl.